# Nesphostylis bracteata
Nesphostylis bracteata là một loài thực vật có hoa trong họ Đậu. Loài này được (Baker) D.Potter & J.J.Doyle miêu tả khoa học đầu tiên.